# Grouches-Luchuel
Grouches-Luchuel (picardisch: Grouche-Luchué) ist eine nordfranzösische Gemeinde mit 571 Einwohnern (Stand 1. Januar 2022) im Département Somme in der Region Hauts-de-France. Die Gemeinde gehört zum Kanton Doullens und ist Teil der Communauté de communes du Territoire Nord Picardie.

## Geographie
Die Gemeinde liegt rund 3,5 km nordwestlich von Doullens an der Départementsstraße D5 in Richtung Grand-Rullecourt (Département Pas-de-Calais) im Tal der Grouche, eines Zuflusses des Authie, die die 1810 vereinigten Ortsteile Grouches und Luchuel (am linken Ufer) voneinander trennt. Durch das Gemeindegebiet verläuft die Trasse der aufgelassenen Bahnstrecke von Doullens nach Abbeville.

## Geschichte
1290 wird Grouches als unter der Herrschaft der Familie De Grouches stehend genannt.

## Einwohner
| 1962 | 1968 | 1975 | 1982 | 1990 | 1999 | 2006 | 2010 |
| ---- | ---- | ---- | ---- | ---- | ---- | ---- | ---- |
| 370  | 345  | 381  | 395  | 521  | 472  | 555  | 598  |

## Verwaltung
Bürgermeister (maire) ist seit 1983 Francis Petit.

## Sehenswürdigkeiten

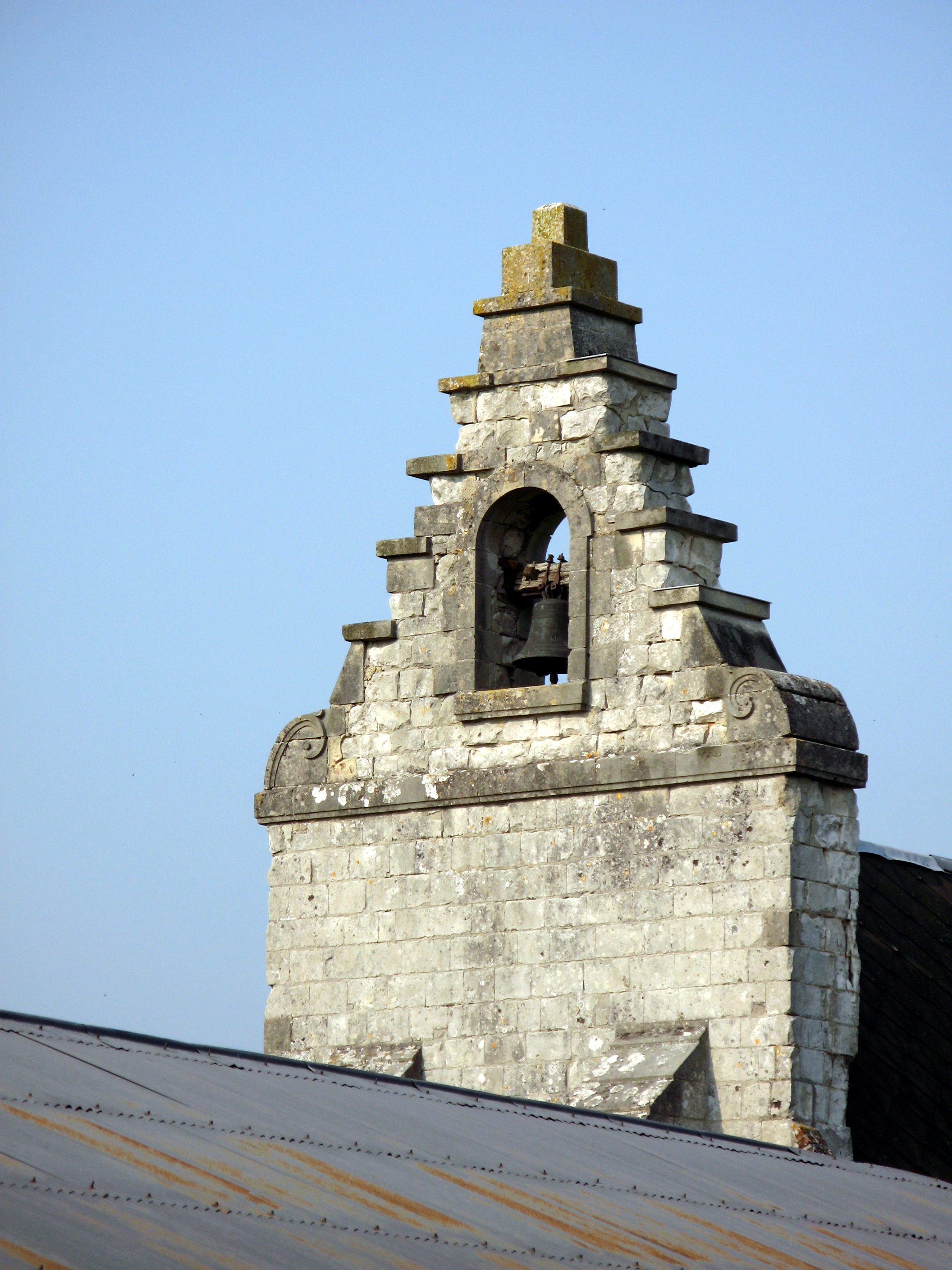
Glockengiebel der Kapelle Saint-Brice

- Kapelle Saint-Brice in Luchuel mit einem Glockengiebel
- Kirche von Grouches